# Fretin
Fretin (flämisch: Fraaituin) ist eine französische Kleinstadt mit 3221 Einwohnern (Stand: 1. Januar 2022) im Département Nord in der Region Hauts-de-France. Sie gehört zum Arrondissement Lille und zum Kanton Templeuve-en-Pévèle. Die Einwohner nennen sich Fretinois(es).

## Geografie
Fretin liegt an der Marque, etwa zehn Kilometer südöstlich von Lille. Umgeben wird Fretin von den Nachbargemeinden Lesquin im Nordwesten und Norden, Sainghin-en-Mélantois im Norden und Nordosten, Péronne-en-Mélantois im Osten, Templeuve-en-Pévèle im Südosten, Ennevelin im Süden sowie Avelin im Südwesten und Westen.
Der östliche Teil des Flughafens von Lille liegt im Gemeindegebiet. Durch die Gemeinde führt die Autoroute A23. Hier befindet sich ferner ein Gleisdreieck der LGV Nord.

## Einwohnerentwicklung
| Jahr                       | 1962 | 1968 | 1975 | 1982 | 1990 | 1999 | 2010 | 2020 |
| Einwohner                  | 2670 | 2634 | 2645 | 2565 | 2873 | 2997 | 3309 | 3245 |
| Quellen: Cassini und INSEE |      |      |      |      |      |      |      |      |

## Sehenswürdigkeiten
- Kirche Saint-Martin, im Zweiten Weltkrieg durch Bombardement zerstört
- Schlossruine Fretin, Monument historique seit 1994
- Wallburg (Motte) von Fretin, Monument historique seit 1978

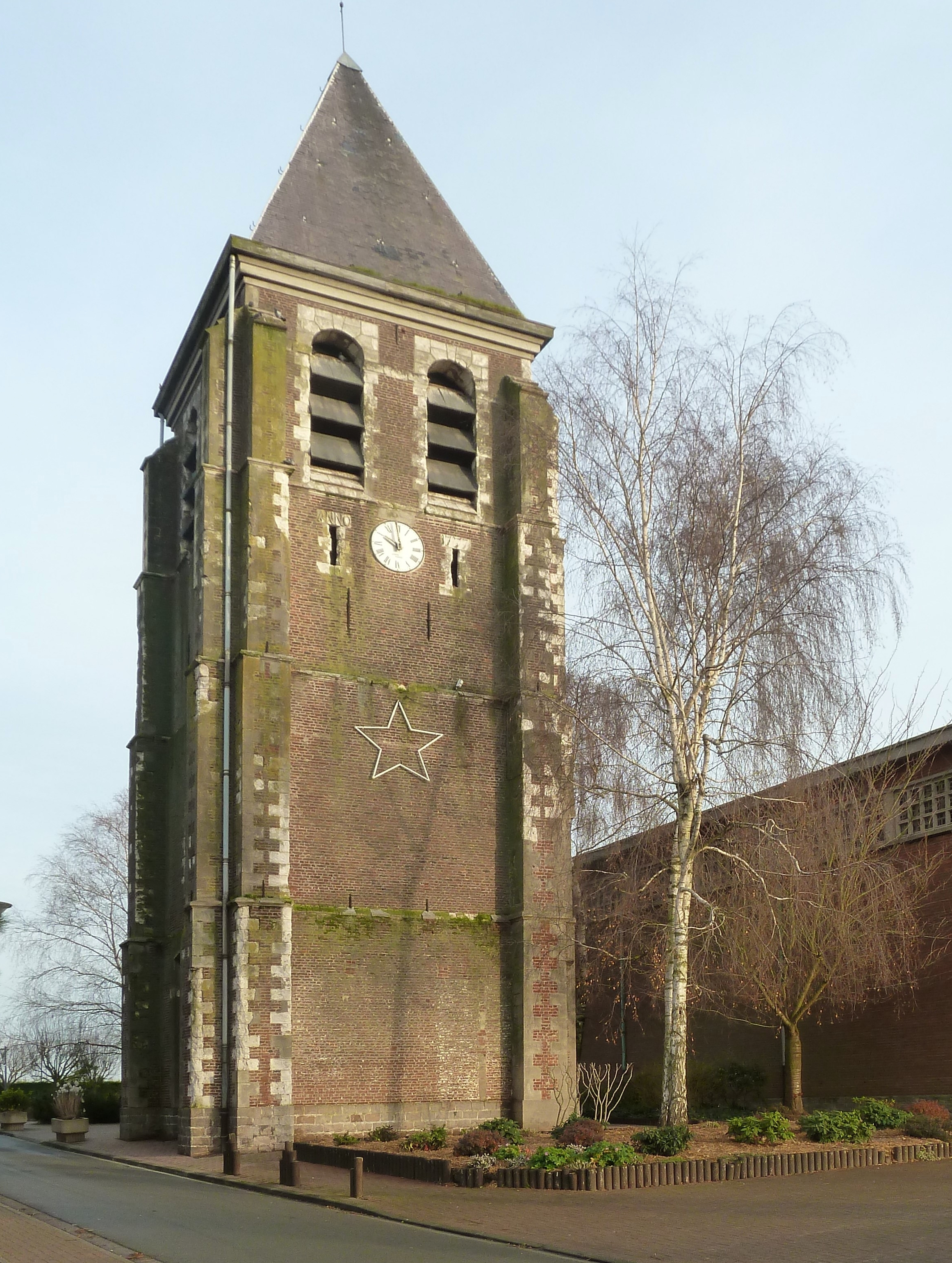
Kirche Saint-Martin
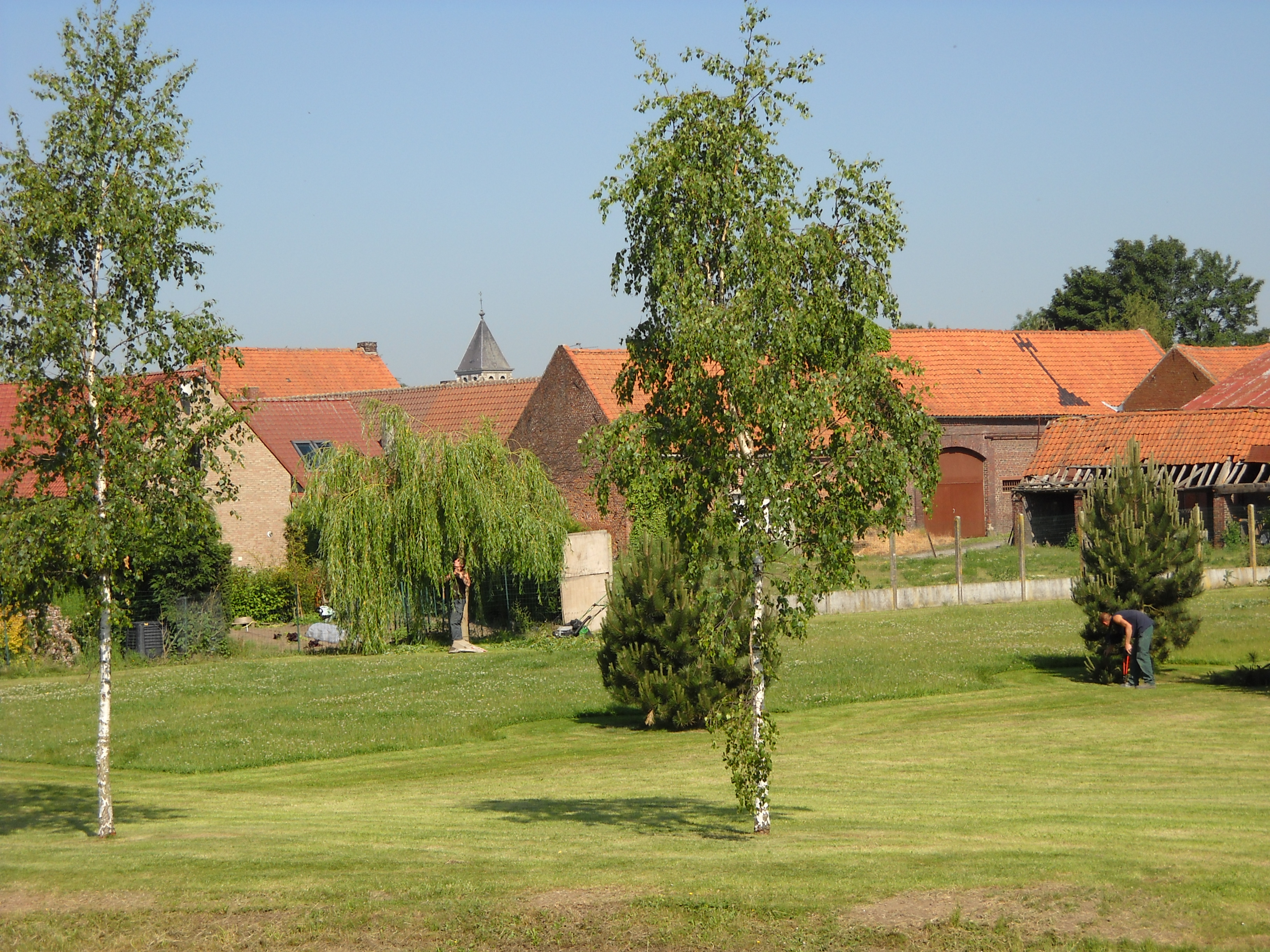
Reste der Wallburg
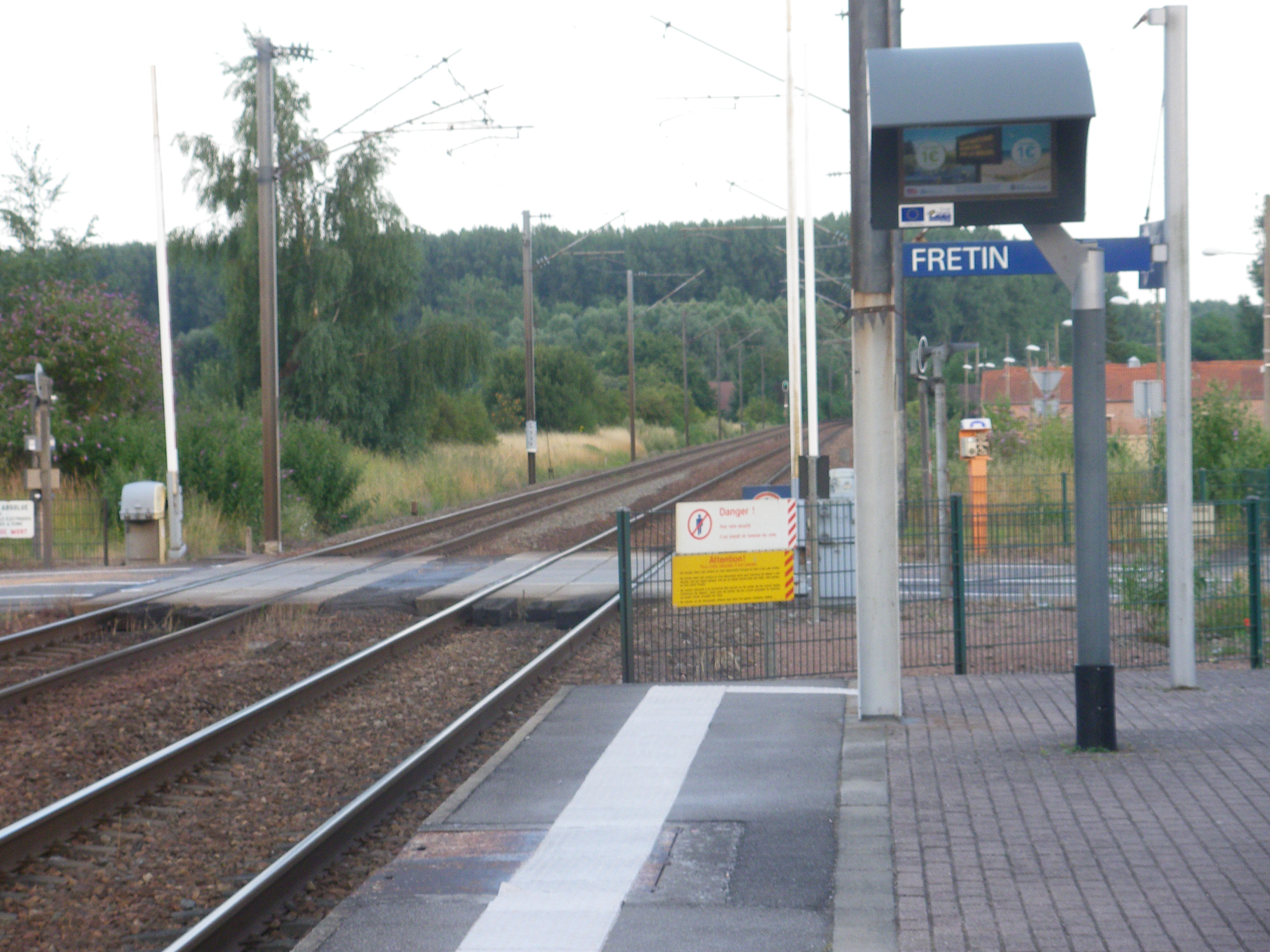
Bahnstation Fretin
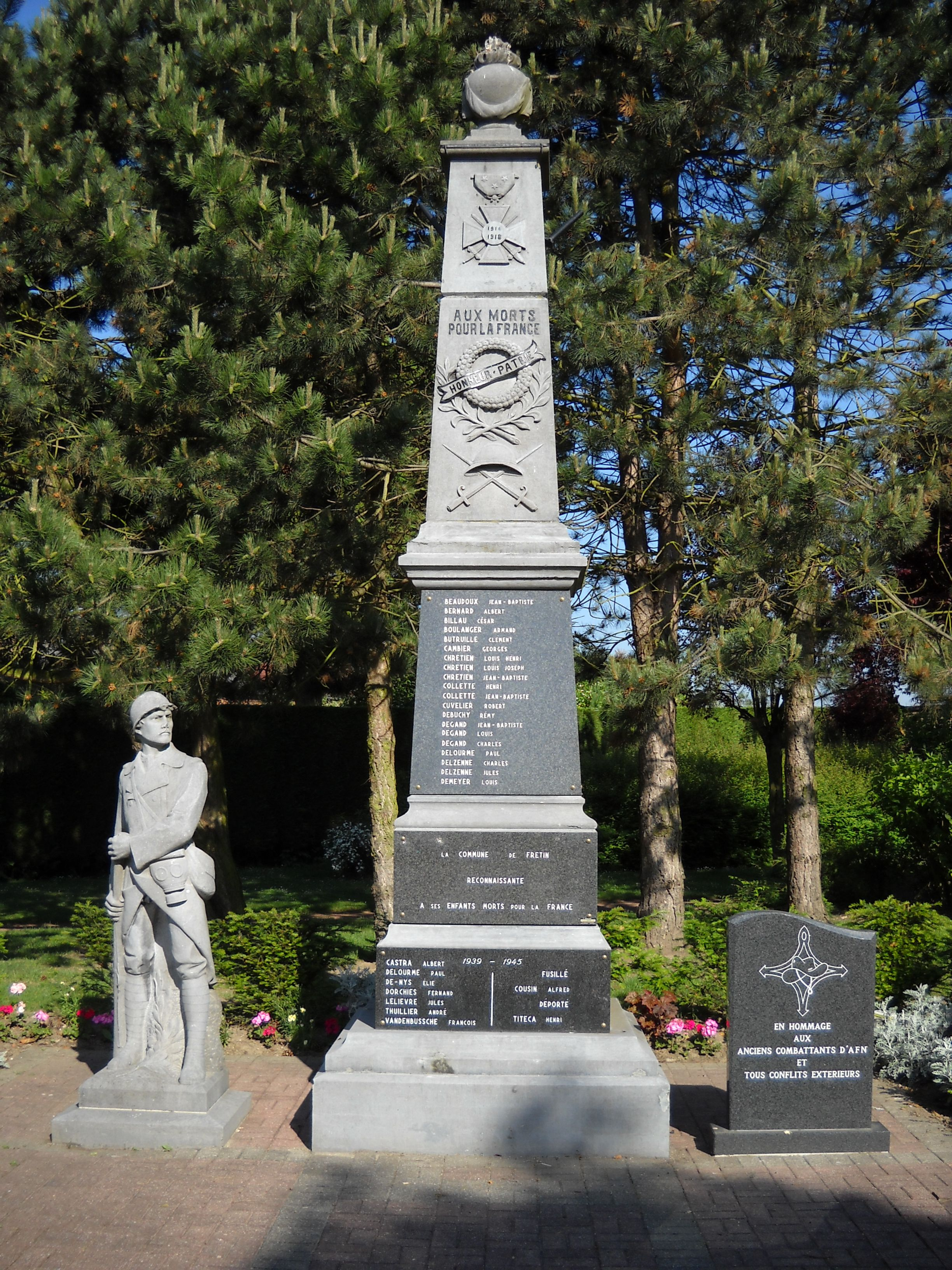
Gefallenendenkmal

## Persönlichkeiten
- Mathieu Debuchy (* 1985), Fußballspieler